# Марино Грімані
Маріно Грімані (італ. Marino Grimani) — 89-й венеційський дож у 1595—1605 роках.

## Біографія
Належав до шляхетської родини з «нового патриціату» (case nuove). Старший син Джироламо Грімані з гілки Сан-Лука, прокуратора Святого Марка, і Донати Пізані, доньуки Ермалао Пізані, одного із найзаможніших купців і банкірів Республіки. Народився в 1532 році. У 1557—1559 роках входи до Ради мудрих з порядку, тобто одним з відповідальних за нагляд за важливими морськими справами, включаючи торгівлю, венеціанський флот та суверенні колонії Республіки
27 листопада 1560 року разом з молодшим братом Ермалао одружився з сестрами Морозіною і Анджелою Морозіні.Проте Маріно Грімані почав свою кар'єру в 1568 році. До травня 1569 року він служив одним з проведиторів комуни (відповідальним за утримання тротуарів та мостів у місті Венеція та за всі роботи, необхідні для належного функціонування торгівлі в місті). 25 листопада 1570 року його було обрано серед 25 тансадорів – відповідав за збір податків та зборів.
1570 року після смерті батька розділив з братом величезний спадок. У 1571—1573 роках був  подестою Брешиї, де вирішував конфлікт між місцевих патриціатом та «народом» (буржуа), якого було виключено з управління містом. У 1576—1578 роках був одним з тьох проведиторів денаріїв (здійснювали нагляд за грошовою доступністю), 1579—1580 роках — проведитором комунального майна.
У 1580—1581 і 1583 роках засідав у Раді Десяти. З 22 липня 1581 року він був одним із зберігачів законів. У 1582–1585 роках входив до Ради старійшин (мудрих). З жовтня 1582 року до березня 1583 року був проведитором фортець. 24 серпня 1584 року його було призначено ріформатором (відповідальним за державну та приватну освіту всіх рівнів, публічні бібліотеки) Падуї, на якій був залучений до справ Падуанського університету. 1585 року був одним з очільників посольства до папи римського Сікста V, де обговорювалися церковні, економічні питання, стосунки Венеції з лицарськими орденами.
Після посвячення в кавалери папою римським він використав своє величезне багатство, щоб здобути прихильність народу, і невдовзі став одним із найвпливовіших людей у Венеції. 1586 року увійшов до Ради старійшин, а 1587 року — став одним з десяти вищих інтендантів з питань духовенства, де відповідав за оподаткування останнього. 21 вересня 1587 року його було обрано капітаном Падуї. 1 квітня 1588 року стає прокуратором de citra Святого Марка. У 1589—1590 роках разом з Даніеле Пріулі керував будівництвом нових в'язниць.
У 1590 і 1592 роках брав участь у посольствах до пап римських Урбана VII і Климента VIII. 1594 року призначається одним з чотирьох проведиторів Фріулі.
Після 70 голосувань жоден з кандидатів не набрав необхідної кількості голосів для обрання. У цей момент Маріно Грімані щедро використовував «дарунки» (роздав надзвичайно велику кількість монет, хліба та вина, лише на двох публічних бенкетах було витрачено майже 7 тис. дукатів.), щоб вийти з глухого кута, і зрештою був обраний дожем 26 квітня 1595 року. Його обрання спричинило довгий цикл святкувань та урочистостей, і, як тільки вони почали спадати, коронація 4 травня 1597 року Морозіни Морозіні як дожареси спричинила новий виток пишних святкувань. З цієї нагоди вона отримала Золоту Троянду від папи Климента VIII.
1600 року почалися перші тертя з Папською державою, незважаючи загалом гарні стосунки дожа з папством. Між 1601 і 1604 роками Венеція під керівництвом Грімані ухвалила низку законів, що обмежували владу папства у Венеційській республіці, та скасувала низку духовних привілеїв, зокрема у 1604 році Рада десяти постановила, що у Венеції не можна будувати жодних релігійних шкіл, монастирів чи церков без дозволу Республіки, що курія вважала порушенням своїх прав. Це досягло кульмінації наприкінці 1605 року, коли Венеція звинуватила двох священників у звичайних злочинцях, тим самим позбавивши їх духовного імунітету від звинувачень у світських судах. 10 грудня 1605 року папа римський Павло V надіслав офіційний протест до Венеції. Іспанія та Австрія стали на бік папи римського, тоді як Франція, Голландія та Англія підтримували Венецію або залишалися нейтральними.
1601 року відбуваються перші сутички в Істрії з ускоками, які втім їх вдалося врегулювати за допомоги австрійського уряду, до якого звернулися дож й Сенат.
Дож мав широкі культурні інтереси, також пропагував музику. Це призвело до реорганізації Капели Марчіана, музичні виступи якої були важливими для бенкетів та святкувань, а отже, для зовнішнього представництва Венеції та представництва провідних родин всередині країни. Першим капельмейстером був Бальдіссера Донато. З часів Маріно Грімані кантата стала невід'ємною частиною щорічного фестивального календаря. У серпні 1596 року він виступив посередником у суперечці між молодими та старими патриціями щодо завершення будівництва Бібліотеки Марчіани, а також нової прокуратури.
Помер 25 грудня 1605 року від 40-денної лихоманки.
Разом з дружиною мав доньок Беатріче, черниця в монастирі Санта-К'яра-ді-Торреселле в Монтаньяні, Доната, що вийшла заміж за Франческо Тьєполо, Лаура, що вийшла заміж за Ніколо Корнеро, Марія — дружина за Альвізе Грімані з гілки Сан-Поло, Ніколо Моліна і Лоренцо Джустініані.